# توشیو تاکابایاشی
توشیو تاکابایاشی (به انگلیسی: Toshio Takabayashi) بازیکن فوتبال اهل ژاپن و عضو تیم ملی فوتبال ژاپن است که در تاریخ ۱۲ فوریه ۱۹۷۴ میلادی اولین بازی ملی‌اش را انجام داد. او در ۱۲ بازی ملی حضور داشت و آخرین بازی ملی خود را در تاریخ ۲۰ اوت ۱۹۷۶ میلادی انجام داد. توشیو تاکابایاشی در بازی‌های ملی‌اش
۲ گل به ثمر رساند.